# 椎名林檎
椎名林檎（1978年11月25日—）是日本音樂家、新宿系自作自演家及樂團東京事變的主唱，所屬經紀公司為自己開設的黑貓堂，唱片則由日本環球音樂／Virgin Music代理發行。椎名林檎於1998年以單曲《幸福論》出道，2004年到2012年間主要以擔任樂團東京事變為事業重心。椎名林檎代表作品包括歌曲「在這裡接吻」、「本能」、「石膏」、「NIPPON」及「長短祭」等，並於2009年獲得「日本藝術選獎」文部科學大臣新人獎的殊榮。
日本歌手椎名純平是她哥哥，而日本知名插畫家和裝幀家辰巳四郎則是她的叔叔。

## 藝名由來
本名「椎名裕美子」的椎名林檎小時候是個害羞的小女孩，一緊張就很容易臉紅，於是同學給她取了「蘋果」的綽號。而她自己也很喜歡的鼓手（Ringo Starr），在日文中蘋果的漢字為「林檎」，而這就是她的藝名「椎名林檎」。椎名林檎更表示剛開始大部分人聽到自己叫做「林檎」時，大家都以為椎名林檎在跟他們開玩笑，造成不少困擾，卻也達到宣傳效果。不過，2009年椎名林檎則表示藝名主要是依循它最喜愛的漫畫家吉田戰車（Sensha Yoshida），因為念起來很像椎名林檎（Sheena Ringo）。
而椎名林檎在2001年接受雜誌專訪宣傳專輯《勝訴的新宿舞孃》時，說出「再出三張作品就結束個人形式的演唱生涯」的話，震撼了日本演藝圈。而在2003年發表第三張專輯《加爾基 精液 栗子花》後，椎名林檎更宣布要將「椎名林檎」給封印起來。此舉讓大家開始出現想像，認為椎名林檎到底要退出歌壇呢，還是另有打算。而日本《東京體育》雜誌則做出了椎名林檎要改名成「椎名蜜柑」的臆測報導，還有很多的候選名單，像是「葡萄」、「檸檬」等。但事實上，椎名林檎是要以「東京事變」這個團體來與大家見面。

## 音樂生涯略歷
椎名林檎是日本女歌手，自1998年以單曲《幸福論》出道以來，幾乎所有作品都由自己作曲及填詞。而椎名林檎以一邊捲舌一邊唱歌的演唱方式、在歌詞中大量使用漢字和假名遣及前衛的造型和變化多端的音樂風格，聞名於日本流行樂壇，富有「新宿系創作女王」、「歌舞伎町女王」及「蘋果歌姬」的稱號。在2004年到2012年間是以東京事變為事業重心。現今又回到個人創作時期。

### 1997年：歌手之路
椎名林檎於埼玉縣浦和市（現：埼玉市）出生，但是由於父親工作的關係，在椎名林檎幼年時期就舉家遷移至九州福岡縣。椎名林檎的父親是一位爵士和古典音樂的愛好者，母親則是芭蕾舞者。椎名林檎在父母的藝術薰陶下，五歲時就開始學習彈鋼琴以及傳統芭蕾舞。但椎名林檎幼年時曾罹患食道窄小的遺傳性疾病，動過數次手術，使她的肩膀變形，也因此斷送了芭蕾舞的生涯。但絲毫不影響她的創作才華，國中的班級戲劇表演中，椎名林檎自告奮勇地幫這齣戲寫歌，這也是她生平第一次嘗試作曲及填詞。
高中時代的椎名林檎和其他同學組成樂團「Marvelous Marble」，並學會了鋼琴以外的樂器，包括吉他、鍵盤、爵士鼓等。但因椎名林檎天生就有聲帶息肉的問題，因此父母親一直反對椎名林檎跑去唱歌，希望她去學其他的才藝。1995年椎名林檎以樂團報名『第九屆 TEENS MUSIC FESTIVAL』比賽，榮獲精神獎。雖然最後沒有得到桂冠，卻大大鼓舞了她。到了1996年，雖然雙親極力反對椎名林檎休學去當歌手，但她最後選擇忠於自己的興趣中斷學業。休學後她更全心全力投入在音樂事業上，以樂團「Marvelous Marble」報名參加『第五屆 MUSIC QUEST』比賽，一舉闖入最後的總決賽。但在總決賽開始前，導演和其他團員表示：「椎名林檎一個人做了所有的事（作曲及作詞等），一個樂團不該這樣！」團員聽了深覺疑惑，但椎名林檎決心為自己的事業做努力，以椎名林檎為名演唱歌曲「在這裡接吻」，並勇奪比賽的特優獎，也開啟進入日本歌壇的大門。
之後，椎名林檎因為BLANKEY JET CITY、ORIGINAL LOVE和披頭四樂團等歌手都是EMI旗下藝人的緣故，選擇加入東芝EMI。不過她之後很快地對EMI改觀，除了他們沒有聽過SPITZ和ELEPHANT KASHIMASHI外，唱片公司還一一審查椎名林檎以前的創作。而她覺得很適合作為出道作的歌曲「正確的大街」，也被工作人員認為歌詞太過消極，讓她完全沒有自主權。直到出道作《幸福論》成功後，椎名林檎得到一組新的製作班底，事情才出現轉機。
在邁向出道的同時，1997年椎名林檎和好友一起到英國旅居兩個月。但即使在英國的椎名林檎也沒有離開音樂，除了每天寫歌外，還修理寄宿家庭的鋼琴，並用陳舊的音色創作出許多曲目。途中曾經因為班上同學的媽媽在電視上看到粉紅邦妮的表演，誤認為那是椎名林檎，因此便把這件事告訴椎名林檎的母親，椎名林檎的母親聽到以後，便打電話給當時在英國的椎名林檎問說：「妳什麼時候回來日本了？」

### 1998年–1999年：《無限償還》
1998年椎名林檎從英國回國後，發表出道單曲《幸福論》。本首歌曲以悅耳的旋律搭配歌詞「光是你活在當下這件事實就已經是我的幸福」轟動日本歌壇。但是，椎名林檎起初是希望用首張專輯《無限償還》中的歌曲「警告」或後來引起轟動的「石膏」來做為出道作品，她甚至認為：「如果以這兩首歌做為出道曲，那我的狀態將會完全不同。」另外，她也表示單曲中第二首歌「溜滑梯」及第二張單曲「歌舞伎町的女王」也很適合作為出道曲。不過，椎名林檎並沒有實際的自主權，只能聽從唱片公司的決定。換句話說，椎名林檎一開始並未全心全力的投入單曲《幸福論》的製作，甚至她還覺得如果有自主權的話，她會用不同的方式錄製歌曲「幸福論」，而不是採用樣本唱片的版本。之後，由於單曲《幸福論》的成功讓椎名林檎得到新的製作班底，事情開始出現了轉機。
9月椎名林檎以風行於日本90年代的音樂類型澀谷系中的相關名稱「新宿系」發行第二張單曲《歌舞伎町的女王》。在這首歌曲是椎名林檎以在歌舞伎町賣身女人的日常生活為概念的創作，但她在當時根本還沒去過歌舞伎町，因此歌詞的內容大多是虛構的。而這也是椎名林檎目前的單曲中，唯一一個歌曲的歌詞內容是虛構的。雖然本首歌曲的音樂錄影帶看起來時十分詭異與嚇人，不過椎名林檎卻表示在單曲《本能》以前所拍攝的音樂錄影帶中，她最喜歡的就是「歌舞伎町的女王」。
1999年1月發表第三張單曲，同時也是17歲時的創作曲《在這裡接吻》。這首歌曲描寫的對象為當時樂團的男友，椎名林檎以自身經驗作詞作曲可稱作是「真正的情歌」。同時，她也表示：「第一次將這種事情寫成曲目，並發表成單曲，對她來說『在這裡接吻』是首值得紀念的歌曲。」
同年2月，椎名林檎順勢推出首張專輯《無限償還》。這張專輯為椎名林檎青少年時期創作的集大成，所以她很快地就決定要把這哪些歌曲收入至專輯中。在專輯銷售上，本張專輯在日本公信榜上寫下「先行銷售百萬」的紀錄，累積專輯銷售超過120萬張，於2000年5月通過日本唱片協會認定為三白金唱片。雖然本張專輯收錄時間只有41分1秒，但是椎名林檎一點也沒有浪費，扎扎實實的利用這些時間，也讓這張專輯獲得第十四屆日本金唱片大獎『年度搖滾專輯』的肯定。而在專輯封面上，椎名林檎和背景內的物品完全沒有關係，她認為這就像在緊張的法庭中間聆聽判決結果是「無罪」還是「勝訴」那樣的有趣。在音樂性部分，這張專輯找來了數個樂團來幫忙彈奏，她表示：「由於自己是從樂團中發跡的，因此她更能了解樂團對於歌曲的重要性，而自稱為『新宿系』的主因就是希望詞曲能夠完美的結合在一起，因此她希望能夠用不同的樂團用以貼近歌曲的本質。」之後，椎名林檎舉辦首次日本巡迴演唱會《先攻高潮》，並將生長地福岡作為巡迴演唱會的首站。
在首張專輯《無限償還》發行後，椎名林檎的身體出現微恙，也讓唱片公司原先想要發行《石膏》（1999年4月預定發售）的計畫被迫順延，只好將已經錄好的《本能》做為即將發行的單曲。而首次全國巡迴演唱會《先攻高潮》的仙台公演，也因椎名林檎身體不適的原因延期。

### 1999年–2000年：《勝訴的新宿舞孃》
1999年發表第四張單曲《本能》，椎名林檎在單曲中穿著護士服的打扮，在日本造成一股護士旋風。而身穿護士服的椎名林檎用腳踢碎玻璃的動作是遵照其本能，順便也將人的本能給除盡。不過，椎名林檎也表示其實踢碎玻璃和穿護士服都沒有什麼特別的含意。11月舉辦《校舍高潮》巡迴演唱會，不過演唱會上並沒有演唱當時熱賣的暢銷單曲《在這裡接吻》與《本能》，也沒有接受現場的安可，反而是唱了很多新曲或翻唱曲。另外，點子特多的椎名林檎還將各學校的校歌弄成歌曲，不但可以讓學生驚艷並帶動現場氣氛外，更重要的是這才叫做「學園祭」。
2000年發表先前在《先攻高潮》上所揭露的新曲《石膏》、《罪與罰》。那時在福岡場的演唱會中，椎名林檎在演唱《罪與罰》後開玩笑地對歌迷說：「如果想要讓《罪與罰》成為單曲的唯一方法就是請歌迷寫信到EMI」。而當《先攻高潮》巡迴演唱會結束後，EMI開始湧進許多「希望將這首歌做成單曲」的請求信。好巧不巧那時唱片公司剛好也在商議本能的續作被拿來討論，椎名林檎認為要在《罪與罰》、《石膏》兩張單曲之間做選擇太過於困難，因此便同時發售。
《石膏》為椎名林檎17歲時的創作，主要是想要傳達自己心聲給正在交往中男友；《罪與罰》則是椎名林檎因病在家休養的其間所創作的作品。而椎名林檎在這兩首歌的造型極為特別，在《石膏》的音樂錄影帶中，椎名林檎身穿紫藕色低胸洋裝彈奏吉他，曾經造成一股旋風，但實際上那件衣服是椎名林檎在澀谷109百貨購買的。而在《罪與罰》的音樂錄影帶與單曲封面中，椎名林檎身穿紅色皮衣、使用黑色的眼妝，甚至剃掉眉毛。雖然她表示這樣就可以隨意地每天變換眉毛的樣貌，但RAT採訪的記者卻被這副景象給嚇壞了，甚至以為看見了瑪麗蓮·曼森。這樣多樣化的造型讓椎名林檎獲得「百變女王」的稱號。
同年，椎名林檎發表了寫下日本Oricon排行榜「銷售200萬張以上」紀錄的新專輯《勝訴的新宿舞孃》。雖然在製作過程中，因為專輯歌曲早在《無限償還》發行之時就已經創作出來了，讓椎名林檎覺得一點新鮮感也沒有，還一度想要放棄，直到了新曲子慢慢出現之後才漸入佳境。不過也遮掩不住那「林檎式」搖滾風格，此張專輯也獲得第十五屆日本金唱片大獎『年度搖滾專輯』與日本唱片大獎『最佳專輯賞』的榮耀。值得一提的是最後一首歌「依存症」的歌詞「黃色車子叫做」（黄色い車の名は「 」），答案是椎名林檎的愛車希特勒，但因碰觸到極敏感的話題：希特勒，唱片公司怕受到人權團體的刺激與壓力之下只好將歌詞刪除。而這台車子也曾在《罪與罰》單曲封面及音樂錄影帶中出現，最後那一半車身在「依存症」的音樂錄影帶中爆破、燃燒報廢了。「對稱美學」也首次出現在專輯中，在日後的作品中也會看到對稱美學的蹤跡。
之後，椎名林檎積極的投入演唱會的工作，像是舉辦第二次日本巡迴的《下剋上高潮》演唱會、在福岡縣嘉穗劇場所舉行的一夜限定《椎名林檎（稀）實演 座禪高潮》演唱會等，皆吸引爆滿的歌迷。她還將演唱會中所演唱的新歌整理後發行演唱會單曲《絕頂集》，特別的是單曲的外包裝是感冒藥盒，而在背後詳細寫上使用須知。單曲內所附的照片更是各種疼痛狀態的椎名林檎，「葫蘆裡賣的藥」大概就是要歌迷以她的音樂作為生病的偏方。不過，最轟動的還是其與吉他手彌吉淳二在11月閃電結婚，而椎名林檎懷有五個月身孕的消息震驚了歌壇。

### 2001年–2002年：《歌手價值》
2001年3月，第七張單曲《真夜中的純潔》發行。此首歌的音樂錄影帶被製作成卡通，因為在拍攝音樂錄影帶時，椎名林檎不僅和吉他手彌吉淳二結婚，而且已經懷孕五個多月，但椎名林檎並沒有告訴工作人員。因此，當椎名林檎懷孕的事情曝光之後，工作人員除了責備椎名林檎外，更把原本的音樂錄影帶改成了動畫版。另外，唱片公司原定3月13日於日本七大都市電視台同時放映本音樂錄影帶，但澀谷警察署卻以可能造成混亂為由，要求終止放映，因此唱片公司臨時改在池袋車站前放映。不過，單曲《蘋果之歌》中的音樂錄影帶中有出現原本拍攝的片段。之後，椎名林檎活動暫時中止，產下男嬰。
懷孕生產而讓椎名林檎中斷任何演出14個月後，2002年因為她堅持不發行不完美的專輯，因此生完小孩後並沒有發行個人專輯，轉而發行翻唱專輯《歌手價值》，收錄了椎名林檎認為這輩子影響她最深的曲子，同時也是向歌手們表達敬意的專輯。對她而言，這張專輯是新的嘗試，因為平常都是自己作曲、作詞，但這張翻唱專輯都不用，她只要挑選喜歡的歌曲，編曲的部分則交由第一、二張專輯的編曲者龜田誠治及第三張專輯的森俊之依照他們想要的方式編曲，她還傳真給這兩位編曲者：「您要自行按照喜歡的方式編曲、『自己完成』。」製作人龜田誠治用拿手的吉他、電貝斯等弦樂器為中心將日本歌謠曲與西洋經典曲目重新詮釋，並找來SPITZ主唱草野正宗跟椎名林檎共譜新的樂章；製作人森俊之則以鍵盤樂器和混音器為中心將西洋經典曲目重新詮釋，並找來宇多田光與其哥椎名純平和椎名林檎共譜新的樂章。
同年10月，椎名林檎參與向SPITZ致敬的專輯《一期一會 Sweets for my SPITZ》，翻唱「麥穗」。同年1月與彌吉淳二離婚。

### 2003年：《加爾基 精液 栗子花》
2003年1月發表《莖(STEM)～諸侯出遊篇～》，同時也是椎名林檎產後所發行的首張單曲，而此張單曲成為椎名林檎第一次在日本公信榜中單曲銷售排行榜上位居首位。單曲的副標題隱藏玄機，首先森俊之所率領的交響樂團完成了此次的編曲，因此叫做「諸侯出遊篇」，然後，Robby Clark把這首歌曲翻譯成英文歌詞，並把這首歌曲稱作是「STEM」，兩者合起來就是單曲名稱《莖(STEM)～諸侯出遊篇～》。
挾著單曲的好成績，同年2月順勢推出睽違三年的專輯《加爾基 精液 栗子花》，椎名林檎用不協調的聲音與節奏相結合，使歌曲變得詭譎但卻成功的樹立起自我風格，其黑色風格在這張專輯中一覽無遺。而這張專輯則是椎名林檎首次加入管弦樂團的元素，此舉與現行日本流行歌壇大相逕庭。不過專輯製作團隊則為了要更完美的展現出管弦樂的優美，一開始本打算到具有優良古典樂傳統文化的德國進行錄音，不過最後是選在熱海的溫泉旅館進行「太宰體驗」。正因為前兩張專輯皆是以練團實況錄音的方式去錄製，讓椎名林檎在錄製完專輯後表示自己終於有錄製專輯的感覺了。
新專輯《加爾基 精液 栗子花》發行當天椎名林檎舉辦復出的首場演唱會《賣笑高潮》，同時在十一個地方衛星實況轉播，寫下紀錄。而8月在日本七個城市舉行的《雙六高潮》全國巡迴演唱會，組成了樂團東京事變。同年椎名林檎也將其招牌痣給拿掉了，她說：「因為小時候喜歡演員澤口靖子，因此常用色筆在嘴邊塗抹，時間長了就成了真的痣。」但部分歌迷猜測她拿掉招牌痣的原因是要以樂團東京事變的樣貌來面對大家。而椎名林檎也將點痣創意發揮到極限，不但11月發售的新單曲《蘋果之歌》的音樂錄影帶集合之前每一張單曲中的造型，而歌曲本身也是由她以往許多的招牌歌混音而成，更特別的是她特地在單曲的CD塑膠盒子上印製一個黑點，當聽者把單曲封面放入CD塑膠盒中時，就會發現那顆黑點會準準的對在她的嘴角上，如此以來她的痣又回來了。遺憾的是在發表蘋果之歌後，她也遵守其「出三張作品後就結束個人形式的演唱生涯」的承諾，把歌唱重心轉移至東京事變。不過，《蘋果之歌》這張單曲的歌詞統一用平假名來寫作，與之前使用假名遣的方式有極度的差異，甚至編曲還採用小孩子較喜歡的拉丁風格，有人猜想是因為想要讓自己的孩子看的懂，順便傳達暗示性的語言給他。

### 2004年–2012年：東京事變
2004年起，椎名林檎開始以東京事變的名義參與「MEET THE WORLD BEAT」「FUJI ROCK FESTIVAL '04」「SUNSET LIVE 2004」等音樂祭的活動，之後更發表單曲與專輯，大受樂壇好評。不過，在成軍八年後，2012年1月11日於官網上宣布「將於2月29日正式解散的公告」，並展開告別演唱會《東京事變 Live Tour 2012 Domestique Bon Voyage》。
|            | 雖然已經以職業歌手出道，這次以樂團形式結合的概念，是從出道前就已經擁有的想法。對自己而言，樂團是自己總有一天將會回歸的場所，那麼個人活動又該做些什麼呢，當我這樣深切的思索後，在第一張與第二張專輯時與最棒的樂團團員合奏，在第三張專輯時則放進完全的自我。 在現在這個階段，我認為獨自一人做音樂的時間已經結束。對我而言，樂團有著"不可污染"的部分，現在也清楚明瞭的表現出最佳的狀態。所以現在能夠組成樂團，真的是"終於感到放鬆了"的心情。「東京事變」希望不拘泥於各種意識型態下創作，我想我們大概就會是這樣子吧。目前日本的流行樂不可或缺的，不停歇的音樂，有如平均體溫般的音樂希望能夠傳達給各位。請多指教。 |
| ——椎名林檎 | |

椎名林檎表示當初成立東京事變是因為日本在2003年到2004年間開放音樂下載，造成唱片市場萎縮，讓她一度有退出歌壇的念頭，但椎名林檎並沒有退縮反而覺得自己必須要改變現狀，於是成立「東京事變」。2010年底，椎名林檎覺得目標已經達成而興起解散的念頭，這個提議也獲得團員一致認可，因此決議解散。另外，東京事變原本就是期間限定的樂團，從一開始便以「電視」做為主題概念，不僅官方網站就是一台電視機，歷年來所發行的專輯也是代表各種不同的節目，最後收播畫面的《color bars》也是東京事變最後一張原創專輯。自始至終保有完整創作的概念。
2005年時，椎名林檎在東京舉辦四場『林檎班』會員限定的《第一回林檎班大會 ADULT ONLY》演唱會，與齋藤毅、長谷川清志、東京事變共譜新的樂章，兩年後收錄在DVD《第一回林檎班大會的模樣》中。

### 2006年–2007年：《平成風俗》
2007年椎名林檎獲蜷川實花之邀擔任電影《惡女花魁》的音樂製作總監，這也是椎名林檎第一次被邀請擔任電影的音樂監督。但考慮當時的事業重心為東京事變，因此她一度想要以東京事變的型態來完成電影的配樂，不過鼓手刄田綴色的骨折、鋼琴手伊澤一葉腱鞘炎的影響，讓樂團必須先休息一段時間，來等待樂手的康復，再加上《惡女花魁》所需要的音樂和東京事變所演奏的是完全不同的風格，最後讓椎名林檎決定以個人名義擔任音樂監督。而發表接二連三的作品，可讓歌迷又驚又喜，不管是找來SOIL&"PIMP"SESSIONS所發表的線上下載單曲《短暫少女》，與其兄椎名純平一起合唱的《世界的盡頭》，還是與齋藤毅率領的交響樂團共譜的《平成風俗》，都顯現出椎名林檎跳脫自早期的搖滾樂，蛻變成現在的大編制樂隊與交響樂團，閉上眼睛去聆聽，一場華麗歌舞劇彷彿出現在眼前。椎名林檎在接受訪問時表示「在這次作品中，我想要嘗試創作日式風格的音樂。雖然本來就在創作J-POP，但目前市面上的音樂感覺都是倉促間所完成的作品，因而導致負面的效果，這點也出現在我的作品裡，或許是整個J-POP的通病－隨興所欲的使用音樂，一旦用光就毫不留情地扔掉，這不就拉低音樂的素質了嗎？而我就是抱著這樣的反省來創作本張專輯。」因此椎名林檎以「身於平成世代的我們要以禮儀、品性來詮釋各種的音樂類型，才不至於不堪入流呢」為概念來創作此張專輯。而此電影配樂也獲得日本電影金像獎、亞洲電影大獎的肯定。特別的是《短暫少女》、《世界的盡頭》與《平成風俗》皆不是以椎名林檎為名義發表，她仍信守著承諾。

### 2008年：椎名林檎十周年、《我·放電》
2008年時邁向了其演藝生涯的第十個年頭，展開了盛大的慶祝活動，第一彈便是雙CD的單曲精選《我．放電》與DVD精選《我．發電》，前者收錄了許多沒有收錄專輯內單曲的曲目，後者收錄椎名林檎出道以來單曲的音樂錄影帶。第二彈則是演唱會《椎名林檎（稀）實演 座禪高潮》DVD，因為演唱會場地福岡縣的古蹟嘉穗劇場僅能容納一千名觀眾，即便演唱會門票高達一萬日圓，但並沒有人放棄這個機會，因此被稱為傳說中的演唱會。第三彈則是高音質錄製的套裝專輯《MoRA》，特別的是當歌迷從盒中取出唱片時，會有椎名林檎本人親自配音的BOX開啟聲。
同年11月底，舉辦了盛大的演唱會《(生)林檎博'08 〜10周年記念祭〜》，一連三天吸引超過五萬人參與。而由於椎名林檎鮮少在那麼大的場地舉辦演唱會的緣故，這場演唱會堪稱是椎名林檎出道以來最盛大的演唱會。在演唱會中椎名林檎和齋藤毅所率領的交響樂團再度賦與歌曲新的生命力，與高圓寺阿波舞振興協會八十幾名舞者共跳日本傳統舞蹈阿波舞大受好評，再加上邀請了自己的哥哥椎名純平合唱，連自己七歲的小孩也登台介紹自己的媽媽小時候的照片。讓其獲頒「日本文化廳日本藝術選獎」文部科學大臣新人。

### 2009年：《三文八卦》
2009年5月在日劇Smile製作團隊邀約下，椎名林檎以個人名義發表日劇主題曲《滿滿的財富》，其中歌詞中提到「夢想勝過於華而不實的財富，而那也是你最珍貴的寶物」，這樣的歌詞內容獲得「FM FESTIVAL～LIFE MUSIC AWARD 2009」最佳生命歌詞獎的提名。
同年6月椎名林檎推出睽違六年的新專輯《三文八卦》，她表示：「是因為在十周年紀念演唱會上演唱新曲後，歌迷反應熱烈之緣故，因此她將手邊的歌曲一次發表出來。」同時，本張專輯找來許多不同風格的音樂人編曲，做出搖滾、龐克、爵士樂、藍調，甚至是饒舌的曲目。值得一提的是本張專輯對稱曲「旬」的音樂錄影帶，接續《滿滿的財富》露一半好身材後，這次則是蓋棉被純唱歌，大量地運用裸色來處理畫面，再加上充滿性暗示的鏡頭，展現出歌曲面貌。雖然睽違六年再次發行個人專輯，但卻讓椎名林檎首次獲得The SPACE SHOWER MUSIC VIDEO AWARDS最佳女歌手的獎項。雖然獲得肯定，但椎名林檎表示「希望自己能早點忙完個人專輯的事，因為如果不趕快結束的話，就沒有辦法專心在東京事變上。」之後，則是再度把演唱重心轉往東京事變上。

### 2011年–2012年
2011年3月發生311日本宮城大地震，為全世界的不幸，椎名林檎也在地震發生後，隨即透網站寫下加油文字，希望能夠鼓舞民眾懷著信心走向未來。一個月後，椎名林檎和東京事變們，翻唱昭和時代岸洋子的名曲《黎明之歌》，代表對作者的敬意，也獻給如今平安生活的每一個人。
|                       | 對於昭和53年（西元1978年）出生的我而言，從不覺得這是一首「人聲唱出來」的歌。只是小時候常翻的歌譜裡，常會看到這首曲子。因為在家裡，能夠彈奏樂器的時間有限，相較之下反而大多只是默默地看著音符。或許因為有過這麼一段記憶，想到這首歌就讓我感受到一股強烈的悲傷。 剛剛，與樂團伙伴們一起演奏這首歌曲。現在當下的心聲，就是「只想跟大家一起唱歌」。在此誠摯地為突如其來的災難而失去生命的人們默禱。同時，請讓我向默默地做出這首曲子送給現今依然平安生活的我們的這兩位作家，獻上最大的敬意。 |
| ——2011年卯月 椎名林檎 | |

2011年11月應NHK晨間電視劇「糸子的洋裝店」製作群熱烈邀約下，椎名林檎發表電視劇主題曲《康乃馨》。這張睽違兩年六個月的新單曲，椎名林檎一度考慮到自己是樂團東京事變的主唱，因此希望整個樂團都可以參與這首歌的演出。在製作群和椎名林檎兩方協調下，完成了這張雖然以椎名林檎個人名義所發行的作品，但樂團東京事變皆參與每首歌曲演奏的單曲。而也因為NHK晨間電視劇「糸子的洋裝店」主題曲的緣故，2011年年底椎名林檎首度參加第62回NHK紅白歌合戰，表演主軸為「康乃馨-捨我其誰」，在這段演出中演唱《康乃馨》及《每個女孩子啊》兩首歌曲，並由東京事變擔任演奏者。而在演唱開始之前，由電視劇中飾演女主角「小原系子」的尾野真千子介紹即將開始的表演。
2012年1月椎名林檎發表線上下載單曲《Between Today and Tomorrow》將成為芭蕾舞舞者首藤康之紀錄片《今日和明日之間》的主題曲。在這首器樂曲中，椎名林檎不但加入了古典的元素，連作曲和編曲都僅用鋼琴完成，而這也是椎名林檎第一次寫芭蕾舞音樂。5月椎名林檎應TBS電視劇「ATARU」製作群熱烈邀約下，椎名林檎再度以個人名義作發表《自由嚮導》線上下載單曲。同時也是樂團東京事變於2月解散後，椎名林檎再度以個人名義作發表的第一個作品。

### 2013年：椎名林檎十五周年、《韻事》及《蜜月抄》
2013年椎名林檎踏入個人歌唱事業的十五周年，在出道日5月27日發行了《色彩詠唱／孤獨的破曉》，這是她繼一年半前《康乃馨》的新單曲。其中，歌曲「色彩詠唱」為富士電視台「鴨去京都」的主題曲，而「孤獨的破曉」也為NHK教育台「SWITCH 達人訪談」節目的主題曲。有趣的是當『SWITCH 達人訪談』節目希望椎名林檎創作節目主題曲時，椎名林檎考慮到那個節目是請來兩個不同領域的專家相互對談時，這樣的趣味性讓她想到把前一張單曲《康乃馨》作為戲劇主題曲的NHK電視劇「康乃馨」的編劇渡邊綾找過來為這首歌曲填詞。渡邊綾也爽朗地答應椎名林檎的請求，完成了這首作詞是渡邊綾，作曲及編曲是椎名林檎的作品。而這也是椎名林檎第一次將A面曲的作詞由椎名林檎以外的人擔任。6月發表了和SOIL&"PIMP"SESSIONS合作的單曲《殺手千鈞一髮》，是繼線上下載單曲《短暫少女》六年後兩方再度合作發行作品。
其後，環球音樂為了慶祝椎名林檎出道十五周年，在11月13日同時發表四張作品，包括精選專輯《韻事》、現場錄音專輯《蜜月抄》、收錄從未發表過的《先攻高潮》片段及其他藍光化的演唱會精選合輯《LiVE》以及音樂MV合輯《The Sexual Healing Total Care Course 120min.》。而在精選輯《韻事》中，不但收錄椎名林檎自出道以來以客座歌手的身分和其他歌手合作的歌曲，還有最早曾在《RISING SUN ROCK FESTIVAL 2008 in EZO》演出，由美國音樂製作人伯特·巴卡拉克提供的歌曲「IT WAS YOU」，以及日本音樂製作人中田康貴所製作的新曲「熱愛發覺中」。而在「熱愛發覺中」的音樂錄影帶中，椎名林檎首次挑戰了以舞蹈為首的動作場面，而身穿馬甲上演武打劇情的椎名林檎，其性感的打扮讓影片在三天內撥放次數超過一百萬次。
同天發行的《蜜月抄》則是椎名林檎的首張現場錄音專輯，主要是收錄椎名林檎自2000年至2009年間所舉行的十場演唱會，而這些演唱會影片大部分都已發行成DVD或是藍光。《LiVE》則是椎名林檎首張藍光影音專輯精選合輯，不但收錄椎名林檎之前發表過的所有現場影像作品，還收錄五首《先攻高潮》的表演片段，而且全部表演的錄音更而高音質重新後製。最後，《The Sexual Healing Total Care Course 120min.》則是椎名林檎首張音樂MV合輯，不但收錄椎名林檎之前發表過的所有音樂MV作品，還收錄「蘋果之歌」、「世界的盡頭」及「Mellow」三首未收錄成音樂MV作品的歌曲。
同年11月，椎名林檎舉行一連五日的《椎名林檎十五周年 黨大會 平成二十五年神山町大會》及一連兩日的林檎班限定《椎名林檎十五周年 班大會 平成二十五年濱離宮大會》演唱會。在黨大會的表演中，椎名林檎確認自己已在5月時誕下一女，但因適逢精選輯《韻事》的宣傳活動，礙於怕視為炒作而未即時公開。

### 2014年：《逆輸入～港灣局～》及《日出處》
2014年5月27日發表第二張翻唱專輯《逆輸入～港灣局～》。在這張專輯中，收錄椎名林檎自出道以來創作給其他歌手演唱的歌曲，再由官方歌迷從這25首提供的作品中選出11首的作品，包括廣末涼子、友坂理惠、東京小子、帕妃、栗山千明、SMAP、真木陽子、野田秀樹等人。椎名林檎把這些歌曲回收後，再與其他編曲者合作重新錄製這些歌曲。而這樣的改變方式，讓音樂網站What's In?的音樂評論家柴那典給予這張專輯正面的評價，他表示雖然這張專輯內的歌曲是椎名林檎"過去"寫給其他歌手的作品，但由於編曲的再造，使得歌曲風格向"未來"邁進。同時為了專輯宣傳，椎名林檎分別在橫濱的大棧橋及大阪的BREEZÉ TOWER舉行《唱片小型發布會2014～向橫濱港逆輸入～》及《唱片小型發布會2014～向大阪港逆輸入～》演唱會。在5月27日這場演唱會中，椎名林檎還特別在演唱會上向遠在義大利舉行結婚典禮的好友宇多田光獻上祝福，並演唱宇多田光的歌曲「traveling」。
同年11月5日發表睽違五年的第五張原創專輯《日出處》。

### 2015年-2016年：首場海外演唱會、發行兩張單曲
2015年2月應「某某妻」編劇家遊川和彥及製作群熱烈的邀約之下，椎名林檎發行戲劇主題曲《至上人生》，而「至上人生」這四個字恰好曾經出現在上一張單曲《NIPPON》的歌詞中。在歌曲「至上人生」中，椎名林檎不但想要描繪劇中女主角的形象，更想要傳達出「愛展現出真誠的自我」的態度。另外，「至上人生」歌名靈感來自爵士音樂家約翰·柯川的經典作品《A Love Supreme》，從本張單曲封面的英文曲名「A Life Supreme」、斜線及採用的字體等，顯示出椎名林檎向這位現代爵士的大師致敬的痕跡。
8月發表雙A面單曲《長短祭／神明、佛祖》，其中，歌曲「長短祭」是日本可口可樂2015夏季廣告曲，而「神明、佛祖」則是日本au手機‘isai vivid’的廣告曲。「長短祭」這首歌曲是椎名林檎和東京事變吉他手浮雲一起二重唱的歌曲，同時也是椎名林檎第一次使用Auto-Tune這樣的軟體當作效果器，再配合管樂器和鋼琴的伴奏，所創作出歌曲風格類似巴西音樂的舞曲。而「神明、佛祖」這首歌曲則是椎名林檎和向井秀德（ZAZEN BOYS）一起合作的歌曲，向井秀德在歌曲中參與饒舌的演出。特別的是唱片封面的構想則來自於日本東北三大祭之一的青森睡魔祭，2014年在青森睡魔祭獲得知事獎及最優秀製作者獎的青森菱友會的作品「大間的天妃神 千里眼與哪吒」。年底，因為「長短祭」的熱潮，讓椎名林檎第三度參加第66回NHK紅白歌合戰，表演主軸為「長短祭 ～這裡是地獄還是天堂編～」。在紅白歌合戰的舞台上，椎名林檎身穿和服接連演唱《神明、佛祖》及《長短祭》兩首歌曲，並營造出一種詭局且復古味十足的氛圍，配合獵奇的舞步、樂團的演奏及背後的煙火投影，讓整個會場充滿祭典感。
同年，8月16日在台灣南港展覽館舉行首場海外演唱會《椎名林檎（生）林檎博'15 －垂涎三尺－》，雖然椎名林檎曾表示她不太喜歡乘坐長途飛機，不過卻會為了美食而不惜乘坐飛機，而這次就是因為台灣美食所以才坐飛機過來開唱。
|                   | 至今我都只是遠遠看著許多來自台灣的傑出音樂人與觀眾朋友 啊，已經忍不住了！這次輪到我們去向大家打招呼 我聽說台灣人都非常友善，食物也都很好吃 這次我就來好好確認一下真相……請大家多多指教 |
| ——2015年 椎名林檎 | |

在首場海外演唱會中，椎名林檎也在演唱會開口說中文，不但問大家「呷飽沒」、「謝謝您」，椎名林檎還表示「如果願意再邀請我來的話，我想要趕快再來台灣。」讓粉絲又驚又喜。

### 2020年–2023年
2020年，椎名林檎所屬組合東京事變解散後8年，宣佈回歸樂壇，並計劃同年年初展開日本全國巡唱《Live Tour 2020 News Flash》，卻受新冠肺炎影響被迫取消。及後決定於原定為東京奧運開幕式的7月24日，於澀谷NHK大廳舉辦「東京事變2020.7.24閏vision特番News Flash」，以無人演唱會形式進行，並於日本網上平台播放。

### 2024年：《放生會》
5月29日，椎名林檎時隔五年發布新專輯《放生會》，繼承上張專輯《三毒史》邀請男性歌手合作的概念，邀請宇多田光，Atarashii Gakko!等7組女歌手合唱專輯內歌曲。

## 個人生活

### 感情生活
椎名林檎的感情世界與家庭生活一般人不得而知，只知道她於2000年時與吉他手彌吉淳二閃電結婚，並生下一子。音樂錄影帶的製作人員當時還責備椎名林檎，並將其即將發行的單曲《真夜中的純潔》的音樂錄影帶改成動畫版。不幸的是，兩人的婚姻在14個月後告終。後續的發展則是在2009年專訪時，當記者問到她是否想再婚，椎名林檎直率的表示：「會耶，小朋友也還小，而且我也想和某人一起住進同一個墳墓。」同年在接受《Tower Records》的訪問中，椎名林檎表示除了做音樂之外，她最想要做的事情就是生第二個小孩。2013年，椎名林檎在《椎名林檎十五周年　黨大會　平成二十五年神山町大會》的表演中承認自己已在5月時誕下一女，但因適逢精選輯《韻事》的宣傳活動，礙於怕視為炒作而未即時公開。

### 林檎與德語
椎名林檎也是個德語愛好者，像是《加爾基 精液 栗子花》中使用“精液”的德语发音；而她覺得自己這麼喜歡用德語的原因是她認為「德語的發音聽起來像是在生氣、語氣極其強烈」，再加上自己經常研究醫學用語、音樂……等，而變成德語的喜好者。而《加爾基 精液 栗子花》這張專輯也曾經考慮過在德國進行錄音，實際上確實也去了德國視察，椎名林檎覺得德國人和日本人都擁有一絲不苟的性格，且德國的食物和日本一樣都是樸實而美味。雖然椎名林檎十分中意那裡，不過至今仍不曾在德國錄製過專輯。但是椎名林檎也曾表示她不太喜歡乘坐長途飛機，不過卻會為了美食而不惜乘坐飛機。以下為椎名林檎歌手生涯中與德文相關的命名：
| 日文 | 中文                    | 德文 | 備註                                                |
| ---- | ----------------------- | ---- | --------------------------------------------------- |
|      | 石膏                    |      | 單曲《石膏》                                        |
|      | 希特勒                  |      | 歌曲《依存症》被爆破的車子                          |
|      | 結核菌素                |      | 在希特勒被爆破後，所購買的新車名                    |
|      | 肝醣                    |      | 《絕頂集》內演出樂團－虐待肝醣                      |
|      | 玻片                    |      | 《絕頂集》內演出樂團－天才顯微鏡片                  |
|      | 精液                    |      | 專輯《加爾基 精液 栗子花》簡稱KSK，S代表的就是Samen |
|      | 雙重                    |      | 歌曲《自我幻影》（ドツペルゲンガー）                                |
|      | 靈異現象 （騷動的幽靈） |      | 歌曲《靈異現象》                                    |
|      | 歌德                    |      | 飼養的愛貓名                                        |
|      | 舒曼                    |      | 飼養的愛貓名                                        |
|      | 尼采                    |      | 飼養的愛貓名                                        |

### 署名方式
椎名林檎提供作品給廣末涼子、友阪理惠時，在作詞、作曲人上的標註方式
椎名林檎自身常用的標註方式

## 作品特色與音樂性

### 作词风格
椎名林檎作品之歌詞皆出自於她手，大多是寫下對週遭事物的看法，與當下發生的事情，像是《歌舞伎町的女王》以個人差點被抓去當女王的經歷所完成的作品，還有《正確的大街》把要去東京的事和自己必須跟男友離別的心情的寫進歌曲，《莖》則是因為發生911恐怖攻擊事件所創作的，而此也充份的反應出椎名林檎將生活的事務融入歌詞中，也讓聽者更能有所感受。
另外，在早期作品中有一個很大的特色就是在歌詞中大量放入自己喜歡的歌手和使用假名遣（日語國語記載法），此舉讓歌迷總得邊聽邊翻詞典，才能了解箇中意義，例如收錄於《無限償還》專輯的《丸內虐待狂》，歌詞中（Benji），是淺井健一的小名，而《席德與白日夢》中的席德同樣也是指他的事情。另外，收錄在《本能》的《藍天》，其歌詞中，則是表達了椎名林檎對珍妮斯·艾恩的尊敬，還有單曲《石膏》中的歌詞，則取自於科特·柯本（カート・コバーン）和其妻子（コートニー・ラブ）這對戀人，來表達對歌的情感，而在單曲《在這裡接吻》中的歌詞，便取自於性手槍的貝斯手席德·維瑟斯（シド・ヴィシャス）。這種把歌手填進歌詞中的方式，不僅讓歌迷聽歌時能感受到樂趣，更表達出對那些歌手的敬意。而為什麼椎名林檎要大量使用假名遣作為歌詞呢，她說：「她希望以漢字產生特別的疏離感，讓人有深入思考的空間。」此外，歌迷也猜測《加爾基 精液 栗子花》第二首「自我幻影」也透露出為什麼要使用假名遣原因。
|                | 我看到了 孕育美學意識的愛恨 不已放棄了 當然得標示 那裏就是天堂…… |
| ——Shiina Ringo |                                                                  |

但在生完小孩後（即近期），開始出現了歌詞統一用平假名來寫作的方式，像是《莖(STEM)~諸侯出遊篇~》、《蘋果之歌》、《兩人的時間》……等（前述有「蘋果之歌」之歌詞），與其之前的風格（使用假名遣）有極度的差異，有人猜想是因為想要讓自己的孩子看的懂，順便傳達暗示性的語言給他。此外，英文歌詞也漸漸的出現在椎名林檎的創作，像是《世界的盡頭》、《丸內虐待狂（EXPO ver.）》，讓人感覺到椎名林檎音樂作品的多樣性。

### 作曲風格
椎名林檎大部分的作曲也是由她包辦，但其風格多樣化從「搖滾→古典元素→爵士樂→藍調、饒舌」就可以知道其音樂世界如此之寬廣。而東京事變的團員則表示「椎名林檎總是會認真地聽完每首曲子，以掌握歌曲的核心。」而團員們也不禁佩服：「椎名林檎比寫歌的人理解的更透徹，而且甚至有些地方是在椎名林檎發現該這樣做之後，我們才會恍然大悟的驚覺：『說的也是。』」此外，椎名林檎的作詞功力也是獲得團員肯定，團員表示：「椎名林檎寫的歌詞總能夠表達出作曲人想要傳達的心情，讓作曲人產生共鳴。」以下則是簡述椎名林檎各張專輯之作曲風格：
1. 《無限償還》：以瘋狂愉悅的搖滾表露出自己「真實」的一面
2. 《勝訴的新宿舞孃》：在音樂上採用不加修飾的吉他噪音，再加上突出的電子節拍和管絃樂，所形成的「林檎式」搖滾風格，讓人認為跟第一張比較起來這才是椎名林檎的本色
3. 《加爾基 精液 栗子花》：除了西方搖滾樂的編制外，還有日本國樂、爵士樂，甚至是歐洲古典元素在裡頭，歌曲中所使用的樂器更是千奇百怪，像是印度西塔琴、古箏、琵琶、篠笛、迪吉里杜管……等，都無限擴張的椎名林檎音樂的世界，也與首張、第二張「搖滾」的專輯有了區隔
4. 《平成風俗》：以大編制的管絃樂隊，配合上齋藤毅（日语：斎藤ネコ）的指揮，讓舊曲新編，創作出類似百老匯音樂劇，且富有爵士樂、Bossa Nova、探戈的作品
5. 《三文八卦》：為了更貼近歌曲，找來許多接近各作品原始風格的編曲者，做出搖滾、龐克、爵士樂、藍調，甚至是饒舌風的曲目

### 擴音器
椎名林檎自從首張專輯《無限償還》收錄的曲目「幸福論(悅樂篇)」起，就開始使用擴音器演唱。之後，在個人的作品和東京事變的作品中也常看見以擴音器演唱的曲目，成為其招牌。

### 對稱美學
從《勝訴的新宿舞孃》起在歌曲名稱、時間、歌詞本上皆呈獻上下對稱的美感，此特色在往後的作品中（包括東京事變）也看得到，而這也讓椎名林檎每次發行作品時，其歌迷必須要去解開的謎。其中《加爾基 精液 栗子花》更把對稱美學發揮到極致，歌曲名稱使用歷史的假名遣、舊字體來標號，而專輯收錄時間四四、四四，代表「死」，也符合專輯概念「輪迴」，還有歌詞本中的內頁為黑色及白色，中間的莖則為黃橘色，另外，本張專輯的彈奏樂器對稱（例如：吉他對吉他）、參與歌曲的演奏人對稱（例如：宗教和葬列皆為同一批人彈奏）、歌詞相互出現（例如：「迷彩」出現「意識」，反之亦然；「自我幻影」出現「靈異」，「靈異現象」出現「幻影」……） ，甚至是環境音場對稱（例如：「靈異現象」新幹線列車對「自我幻影」飛機聲響），都暗藏對稱的玄機。
更令人佩服的是此張專輯的英文縮寫為KSK，中文名稱：加爾基（為漂白水）、精液、栗子花（聞起來像精液）近似同一種物品，專輯目錄號碼是TOBF-24942，而少見的在星期日發行（日本慣例為星期三），就是要使發售日2003年2月3日（2323）成為對稱。不僅如此，專輯相關的DVD「百色眼鏡」目錄號碼為TOBF-5225，售價為1991元，且DVD封面與專輯單曲「莖(STEM)～諸侯出遊篇～」類似，而「賣笑高潮」售價為3773元，都有對稱玄機在裏頭。椎名林檎在這張專輯中將對稱美學發揮到極致。而她本人對於「對稱」的看法則表示：「以勝訴的新宿舞孃來說，如果沒有『自我』的話，『禁慾』也會消失。就是有這種多餘的拘泥，讓有些歌曲因而變得很可憐。」
|  |  |
|  |  |
|  |  |
|  |  |
|  |  |
|  |  |
|  |  |
|  |  |
|  |  |

### 使用樂器
| 種類     | 型號                                     | 顏色           | 備註 |
| -------- | ---------------------------------------- | -------------- | --- |
| 電吉他   | Duesenberg Guitars Starplayer II         | 藍綠色         | 在《先攻高潮》、《校舍高潮》巡迴演唱會使用，而《幸福論》、《在這裡接吻》的音樂錄影帶中也是使用這把吉他，已停產。 |
| 電吉他   | Duesenberg Starplayer TV                 | 亮銀色         | 在《下剋上高潮》、《座禪高潮》巡迴演唱會使用，而《Σ》、《草草幹活》的音樂錄影帶中也是使用這把吉他。此外，在《東京事變 live tour 2005"dynamite!"》巡迴演唱被當作主要吉他使用，而東京事變《群青日和》的音樂錄影帶也是使用這把琴。 |
| 電吉他   | Duesenberg Starplayer TV                 | 藍綠色         | 在《下剋上高潮》巡迴演唱會中，以備用吉他為名義使用。 |
| 電吉他   | Duesenberg Starplayer TV                 | 黑色與金色亮片 | 全名：Duesenberg DSR-SR 椎名林檎 Model“市松” 在《雙六高潮》巡迴演唱會使用，同時也是椎名林檎的代表琴。此外這把琴為了紀念椎名林檎出道五周年，特別把琴面改成黑色與金箔交錯的棋盤狀圖樣。                                           |
| 電吉他   | Duesenberg V-Caster                      | 復古白         | 在《東京事變 live tour 2005"dynamite!"》巡迴演唱會中被當作備用吉他，而《遭難》的音樂錄影帶中也是用這把吉他。 |
| 電吉他   | Duesenberg Rocket                        | 黑和白         | 在《東京事變 live tour 2007 Spa & Treatment》演唱會的部分會場中使用。 |
| 電吉他   | Fender Jaguar Special                    |                | Fender Japan製造。 |
| 電吉他   | Fender Telecaster                        |                | Fender Japan客製。 |
| 電吉他   | Fender Stratocaster Jimi Hendrix tribute |                | 吉米·亨德里克斯紀念琴。 |
| 電吉他   | Gibson Firebird                          |                | |
| 電吉他   | Gibson Flying V                          | 暗橘色         | 「自我」音樂錄影帶中使用，為美製。 |
| 電吉他   | Gibson RD Artist                         | 膚色           | 在《十周年紀念演唱會》使用，同時也是第二期東京事變主要的吉他用琴。 |
| 電吉他   | Nagare                                   | 藍色           | 以「Fender Jazzmaster」為藍本的琴，是由於島村樂器店的店長「無論如何希望椎名林檎彈奏」的請求，而得到了的吉他。目前只有在《Sweet Love Shower '99》被使用。                                                                        |
| 電吉他   | Rickenbacker 620                         | 亮黑色         | 在《先攻高潮》、《校舍高潮》巡迴演唱會中被當作備用吉他使用，而這把琴也出現在《丸內虐待狂》的歌詞中，但椎名林檎真正的購買地點並不是歌詞所描述的地方。                                                                            |
| 電吉他   | Tele Phantom                             | 紅色           | 這把吉他以"Vox Phatnom mark VI"為模型。 |
| 民謠吉他 | K.Yairi FK-1J                            |                | |
| 電貝斯   | Danelectro 58 Longhorn                   | 白色           | 在《發育地位 御起立日本》巡迴演唱會使用。 |
| 效果器   | Orange Overdrive OR412                   |                | 使用這個效果器的原因是源自於啟蒙椎名林檎彈吉他的吉他老師。 |
| 鍵盤     | Toy piano                                |                | 在《先攻高潮》巡迴演唱會使用。 |
| 鍵盤     | Melodica                                 |                | 在《東京事變 live tour 2005"dynamite!"》巡迴演唱會使用。 |

## 影響
喜歡她的藝人有很多，包括安潔拉亞季、竹內瑪莉亞、PUFFY、平井堅、馬蒂·弗里德曼、色情塗鴉、周杰倫、陳奕迅、古天樂、陳珊妮、林宥嘉、魏如昀、米卡、大本彩乃（Perfume）、YUI、堂本剛等。
椎名林檎特立獨行、變化多端的音樂風格和大量使用與時下日本年輕人大相逕庭的假名遣，頗具文學素養，也讓藝文界的人士把椎名林檎和芥川龍之介、三島由紀夫等相提並論，認為其繼承了日本藝術家的「病態美傳統」。另外，在2003年HMV的日本流行歌手排行榜中，椎名林檎更名列第36位，而2005年日本Oricon Style調查最喜愛歌手排行名列第41位。而2011年知名日本節目男女糾察隊，由22位諧星所票選的「第三屆：我們的第一名」特集中，椎名林檎從前幾屆的幾票一路晉升至第四名，諧星一致認為椎名林檎是很有個性的女藝人，完全想像不到椎名林檎會過著怎樣的生活。除此之外，她的好身材更被日本Oricon Style舉辦的最性感女歌手票選中，榮獲第三名。

## 演唱會
椎名林檎所開設的演唱會活動，主題特別，像是《下剋上高潮》特別將演唱會以醫院為主題布置，此構思來自於第四張單曲《本能》。根據此想法，工作人員將舞台布置成手術室，甚至有人體心電圖等細微的裝飾，爵士鼓則架設在病床上，而表演的人員也不例外，清一色白色衣服登場，營造出醫生的感覺，主唱椎名林檎則是穿著血衣彈吉他，易讓人聯想到病人，將《本能》這一連串開始的醫院主題發揮到淋漓極致。另外，演唱會特別在「椎名紀念日」展開首場演唱會。
而椎名林檎也曾經在2000年於國寶嘉穗劇場舉行一夜限定演唱會《椎名林檎（稀）實演 座禪高潮》，這也是日本歌手第一次在國寶舉行演唱會。整場演唱會以日本廟會為主題，來參加演唱會的歌迷除了可以得到演唱會專屬坐墊之外，還被規定只能穿著紅色衣物進場，並採取盤坐方式觀賞演唱會。
另外，在演唱會時椎名林檎和演出的樂手總是將舊曲新編，讓歌迷有不一樣的感受。因此日後在接受訪問時，椎名林檎提到最怕歌迷反應「為什麼又改編歌曲了？」這讓她感覺自己給別人添了不少麻煩。。

## 音樂作品
| - 無限償還（1999年） - 勝訴的新宿舞孃（2000年） - 加爾基 精液 栗子花（2003年） - 三文八卦（2009年） - 日出處（2014年） - 三毒史（2019年） - 放生會（2024年） | - 教育（2004年） - 大人（2006年） - 娛樂（2007年） - Sports（2010年） - 大發現（2011年） - 音樂（2021年） |

## 獲獎紀錄
椎名林檎自出道以來共獲獎無數，不但椎名林檎及樂團東京事變都曾先後榮獲日本歷史最悠久的The SPACE SHOWER MUSIC VIDEO AWARDS年間最佳歌手的獎項。除此之外，2007年受邀參與電影《惡女花魁》的音樂監督，因此曾以《惡女花魁》的原聲帶《平成風俗》獲得日本電影金像獎、亞洲電影大賞的提名。2009年因為十周年紀念演唱會《(生)林檎博'08 〜10周年記念祭〜》中，椎名林檎和齋藤毅所率領的交響樂團再度賦與歌曲新的生命力，讓其獲頒「日本文化廳日本藝術選獎」文部科學大臣新人。

## 電視電影相關演出

### 參與電視節目
| 電視聯播網 | 節目名稱                  | 日期       | 內容                                                                    | 註解    |
| ---------- | ------------------------- | ---------- | ----------------------------------------------------------------------- | ------- |
| NHK        | Top Runner                | 2008/07/14 | 演唱「本能/意識/夢醒之後」                                              | [ 114 ] |
| NHK        | Pop Jam                   | 2000/02/05 | 演唱「本能/石膏」                                                       | [ 115 ] |
| NHK        | Pop Jam                   | 2005/06/24 | 「PURE SIDE 東京事變遠足」特集                                          | [ 116 ] |
| NHK        | Pop Jam                   | 2007/03/02 | 演唱「木瓜芒果」                                                        | [ 117 ] |
| NHK        | 椎名林檎寶演@NHK          | 2007/03/10 | 演唱「歌舞伎町的女王/罪與罰/莖/木瓜芒果/錯亂/意識/世界的盡頭/迷彩」     |         |
| NHK        | 櫻花在武道館盛開之日      | 2007/03/18 | with 安潔拉亞季                                                         |         |
| NHK        | MUSIC JAPAN               | 2010/02/28 | as 東京事變 演唱「能動的三分間/勝戰/活下去/季節再見/超級巨星/閃光少女」 |         |
| NHK        | MUSIC JAPAN               | 2014/06/09 | 演唱「NIPPON」                                                          |         |
| NHK        | SONGS                     | 2009/06/24 | 椎名林檎第一夜，演唱「滿滿的財富/丸內虐待狂/罪與罰/兩人的時間」         |         |
| NHK        | SONGS                     | 2009/07/01 | 椎名林檎第二夜，演唱「密偵物語/流行/歌舞伎町的女王/旬」                 |         |
| NHK        | SONGS                     | 2014/04/12 | 演唱「惡名昭彰的情敵（）」                                              |         |
| NHK        | SONGS                     | 2014/11/08 | 演唱「康乃馨/NIPPON/奔跑吧之歌」                                        |         |
| NHK        | NHK紅白歌合戰             | 2011/12/31 | with 東京事變 演唱「康乃馨-捨我其誰」                                   | [ 71 ]  |
| NHK        | NHK紅白歌合戰             | 2014/12/31 | 演唱「NIPPON -紅白無邊界篇-」                                           | [ 118 ] |
| NHK        | NHK紅白歌合戰             | 2015/12/31 | 演唱「長短祭 ～這裡是地獄還是天堂編～」                                 | [ 97 ]  |
| NHK        | NHK紅白歌合戰             | 2016/12/31 | 演唱「青春的瞬间」                                                      |         |
| NHK        | NHK紅白歌合戰             | 2017/12/31 | with トータス松本 演唱「繁华的主街」                                    |         |
| BS2        | 叉子達人                  | 2007/02/02 | 演唱「灰色的瞳/蘋果之歌/錯亂」（with 長谷川清）                         |         |
| BS2        | The STAR                  | 2010/08/17 | with 坂東玉三郎                                                         |         |
| 讀賣電視台 | ICHIRO-MONDOW~Two Chairs~ | 2007       | 01/06(特色)、01/27(成績)、02/17(自己的形式)、 03/10(前進)、03/31(論壇)  |         |
| 日本電視台 | LIVE MONSTER              | 2014/11/09 | 演唱「康乃馨/一成不變的女人/丸內虐待狂」                                | [ 119 ] |
| TBS        | 筑紫哲也 NEWS23           | 2003/02/21 | 演唱「莖」                                                              | [ 120 ] |
| TBS        | KING's BRUNCH             | 2009/06/27 |                                                                         |         |
| TBS        | COUNT DOWN TV （CDTV）    | 2000/01/29 | 演唱「石膏」                                                            |         |
| TBS        | COUNT DOWN TV （CDTV）    | 2004/11/27 | 演唱「群青日和」（as 東京事變）                                         |         |
| TBS        | COUNT DOWN TV （CDTV）    | 2005/11/12 | 演唱「修羅場」（as 東京事變）                                           |         |
| TBS        | COUNT DOWN TV （CDTV）    | 2007/01/20 | 演唱「世界的盡頭」（as 椎名純平）                                       |         |
| TBS        | COUNT DOWN TV （CDTV）    | 2007/08/25 | 演唱「Killer Tune」（as 東京事變）                                      |         |
| TBS        | COUNT DOWN TV （CDTV）    | 2009/06/06 | 演唱「滿滿的財富」                                                      |         |
| TBS        | COUNT DOWN TV （CDTV）    | 2009/12/05 | 演唱「能動的三分間」（as 東京事變）                                     |         |
| TBS        | COUNT DOWN TV （CDTV）    | 2011/10/29 | 演唱「康乃馨」                                                          |         |
| TBS        | COUNT DOWN TV （CDTV）    | 2014/06/14 | 演唱「NIPPON」                                                          | [ 121 ] |
| TBS        | COUNT DOWN TV （CDTV）    | 2014/11/01 | 演唱「奔跑吧之歌」                                                      |         |
| TBS        | COUNT DOWN TV （CDTV）    | 2015/02/28 | 演唱「至上的人生」                                                      | [ 122 ] |
| 富士電視台 | 我們的音樂                | 2005/07/08 | 向井秀德Ｘ椎名林檎、演唱「KIMOCHI」                                     | [ 123 ] |
| 富士電視台 | 我們的音樂                | 2006/01/27 | 東京事變Ｘ中村勘三郎、演唱「丸內虐待狂、修羅場、秘密」                  | [ 124 ] |
| 富士電視台 | 我們的音樂                | 2007/02/23 | 椎名林檎Ｘ鈴木一朗、演唱「短暫少女、錯亂、賭局」                        | [ 125 ] |
| 富士電視台 | 我們的音樂                | 2007/09/21 | 東京事變Ｘ高田純次、演唱「石膏、透明人間、Killer Tune」                 | [ 126 ] |
| 富士電視台 | Mezanew                   | 2009/06/15 | 「三文八卦」訪談                                                        |         |
| 富士電視台 | 魁!音樂番付               | 2009/06/24 |                                                                         |         |
| 富士電視台 | 魁!音樂番付               | 2010/02/24 | with 浮雲、伊澤一葉                                                     |         |
| 富士電視台 | 魁!音樂番付               | 2014/11/05 |                                                                         |         |
| 富士電視台 | MEZAMASHI TV              | 2009/06/26 |                                                                         |         |
| 富士電視台 | MEZAMASHI TV              | 2010/02/26 | with 浮雲、伊澤一葉                                                     |         |
| 富士電視台 | JAPAN COUNTDOWN           | 2008/07/06 | 「我‧放電」訪談                                                         |         |
| 富士電視台 | JAPAN COUNTDOWN           | 2009/06/27 |                                                                         |         |
| 富士電視台 | JAPAN COUNTDOWN           | 2010/02/27 | 《SPORTS》訪談（as 東京事變）                                           |         |
| 朝日電視台 | MUSIC STATION             | 1999/02/05 | 演唱「在這裡接吻」                                                      | [ 127 ] |
| 朝日電視台 | MUSIC STATION             | 1999/10/29 | 演唱「本能」                                                            | [ 127 ] |
| 朝日電視台 | MUSIC STATION             | 2000/01/28 | 演唱「罪與罰」                                                          | [ 128 ] |
| 朝日電視台 | MUSIC STATION             | 2004/10/29 | 演唱「遭難」（as 東京事變）                                             | [ 129 ] |
| 朝日電視台 | MUSIC STATION             | 2004/11/26 | 演唱「蘋果之歌／Dynamite」（as 東京事變）                               | [ 129 ] |
| 朝日電視台 | MUSIC STATION             | 2004/12/24 | 演唱「群青日和」（as 東京事變 in Super Live）                           | [ 129 ] |
| 朝日電視台 | MUSIC STATION             | 2005/11/04 | 演唱「修羅場」（as 東京事變）                                           | [ 130 ] |
| 朝日電視台 | MUSIC STATION             | 2005/12/23 | 演唱「修羅場」（as 東京事變 in Super Live）                             | [ 130 ] |
| 朝日電視台 | MUSIC STATION             | 2006/12/08 | 演唱「短暫少女」（with SOIL&"PIMP"SESSIONS）                            | [ 131 ] |
| 朝日電視台 | MUSIC STATION             | 2007/01/19 | 演唱「世界的盡頭」（with 椎名純平）                                     | [ 132 ] |
| 朝日電視台 | MUSIC STATION             | 2007/08/24 | 演唱「Killer Tune」（as 東京事變）                                      | [ 132 ] |
| 朝日電視台 | MUSIC STATION             | 2007/11/30 | 演唱「閃光少女」（as 東京事變）                                         | [ 132 ] |
| 朝日電視台 | MUSIC STATION             | 2009/05/29 | 演唱「滿滿的財富」                                                      | [ 133 ] |
| 朝日電視台 | MUSIC STATION             | 2009/11/27 | 演唱「能動的三分間」（as 東京事變）                                     | [ 133 ] |
| 朝日電視台 | MUSIC STATION             | 2010/02/19 | 演唱「勝戰」（as 東京事變）                                             | [ 134 ] |
| 朝日電視台 | MUSIC STATION             | 2010/08/27 | 演唱「歡迎來到天國」（as 東京事變）                                     | [ 134 ] |
| 朝日電視台 | MUSIC STATION             | 2011/05/20 | 演唱「每個女孩子啊」                                                    | [ 135 ] |
| 朝日電視台 | MUSIC STATION             | 2011/11/11 | 演唱「康乃馨」                                                          | [ 135 ] |
| 朝日電視台 | MUSIC STATION             | 2012/01/20 | 演唱「今夜虛驚、群青日和」（as 東京事變）                               | [ 49 ]  |
| 朝日電視台 | MUSIC STATION             | 2013/11/15 | 演唱「熱愛發覺中」                                                      | [ 136 ] |
| 朝日電視台 | MUSIC STATION             | 2014/05/30 | 演唱「青春的瞬間」                                                      | [ 137 ] |
| 朝日電視台 | MUSIC STATION             | 2014/06/20 | 演唱「NIPPON」                                                          | [ 137 ] |
| 朝日電視台 | MUSIC STATION             | 2014/10/24 | 演唱「一成不變的女人」                                                  | [ 137 ] |
| 朝日電視台 | MUSIC STATION             | 2014/12/26 | 演唱「NIPPON」（in Super Live）                                         | [ 137 ] |
| 朝日電視台 | MUSIC STATION             | 2015/02/27 | 演唱「至上的人生」                                                      | [ 138 ] |
| 朝日電視台 | MUSIC STATION             | 2015/07/31 | 演唱「長短祭」                                                          | [ 138 ] |
| 朝日電視台 | MUSIC STATION             | 2015/09/23 | 演唱「丸內虐待狂」                                                      | [ 138 ] |
| 朝日電視台 | NEWS STATION              | 2003/03/26 | 演唱「莖/歌舞伎町的女王」                                               | [ 120 ] |

### NHK紅白歌合戰出場紀錄
| 年份/屆數        | 出場 次數 | 曲目                                                    | 出演 次序 | 對戰歌手          | 備註 |
| ---------------- | --------- | ------------------------------------------------------- | --------- | ----------------- | ---- |
| 2011年（第62回） | 初        | 康乃馨-捨我其誰 （康乃馨、每個女孩子啊）                | 10/23     | 森進一            |      |
| 2014年（第65回） | 2         | NIPPON -紅白無邊界篇-                                   | 18/23     | SMAP              |      |
| 2015年（第66回） | 3         | 長短祭 ～這裡是地獄還是天堂編～ （神明、佛祖、長短祭）  | 16/26     | 嵐                |      |
| 2016年（第67回） | 4         | 青春的瞬間 -FROM NEO TOKYO 2016-                        | 8/23      | 福田廣平          |      |
| 2017年（第68回） | 5         | 中央大街                                                | 17/23     | 松本敦            | 共演 |
| 2018年（第69回） | 6         | 獣ゆく细道                                              | 41        | 宫本浩次          | 共演 |
| 2019年(第70回)   | 7         | 人生は夢だらけ 〜お願いガッテン篇〜                     | 28        |                   |      |
| 2023年(第74回)   | 8         | ㋚〜さすがに諸行無常篇〜 (歌舞伎町的女王、丸之內虐待狂) | 30        | Official髭男 dism |      |

### 參與廣播節目
- CROSS FM「椎名林檎的悅樂巡回」（1998年10月〜1999年3月、1999年4月〜1999年6月）

CROSS FM的廣播節目MUSIC VOICE，曾邀請椎名林檎當廣播主持人，擔任期間為1998年10月〜1999年3月、1999年4月〜1999年6月，是剛出道沒多久的時候。
節目主要內容
- 回文的小徑 
 發表從聽眾募集而來的宣傳資料，其中椎名林檎的免費刊物『RAT』也被介紹了
- 音景 
 每週都有題目可以談論，最後一次特別接受聽眾Call in
- 五字成語 
 由聽眾提供的五字成語，但到後來聽眾參與的十分踴躍，只好挑出幾個在此時段介紹

| 廣播   | 節目名稱                                                    | 日期          | 內容        |
| ------ | ----------------------------------------------------------- | ------------- | ----------- |
| NHK-FM | 「MUSIC LINE」                                              | 2009/06/22~23 |             |
| NHK-FM | 「MUSIC LINE」                                              | 2010/02/23    | as 東京事變 |
| JFN    | 「ASAHI SUPERDRY MUSIC FLAG」                               | 2009/06/28    |             |
| JFN    | 「ASAHI SUPERDRY MUSIC FLAG」                               | 2010/02/28    | as 東京事變 |
| JFN    | 「風とロック」                                              | 2012/09/29    |             |
| J-WAVE | 「TOKIO HOT 100」                                           | 2009/06/21    |             |
| J-WAVE | 「TOKIO HOT 100」                                           | 2011/05/08    | as 東京事變 |
| J-WAVE | 「J-WAVE×SWITCH Music Documents PROJECT PART1「林檎之夜」」 | 2011/05/21    | as 東京事變 |
| FM東京 | 「SCHOOL OF LOCK！～Perfume LOCKS!～」                      | 2011/05/12    | as 東京事變 |
| FM東京 | 「Tokyo FM McDonald's SOUND IN MY LIFE」                    | 2011/05/14    | as 東京事變 |
| FM東京 | 「Blue Ocean」                                              | 2012/09/27    |             |

### 電視與電影作品
1. 下剋上（2000年）
2. 百色眼鏡（2003年）
3. 惡女花魁（2007年）

### 出演廣告（本人）
| 製作公司   | 產品                                      | 廣告名稱                           | 廣告曲                     |
| ---------- | ----------------------------------------- | ---------------------------------- | -------------------------- |
| 江崎固力果 | Watering Kiss Mint口香糖 （2009年11月〜） | 登場篇                             | 能動的三分間（東京事變）   |
| 江崎固力果 | Watering Kiss Mint口香糖 （2009年11月〜） | 遠心力篇                           | 勝戰（東京事變）           |
| 江崎固力果 | Watering Kiss Mint口香糖 （2009年11月〜） | 喫水篇                             | DOPA-MINT！（東京事變）    |
| 江崎固力果 | Watering Kiss Mint口香糖 （2009年11月〜） | in the water篇                     | 迴響天空（東京事變）       |
| 江崎固力果 | Watering Kiss Mint口香糖 （2009年11月〜） | 改登場篇                           | 迴響天空（東京事變）       |
| 資生堂     | 心機彩妝（MAQuillAGE） （2011年2月〜）    | A Cappella純白肌（登場）           | 每個女孩子啊（～素顏版～） |
| 資生堂     | 心機彩妝（MAQuillAGE） （2011年2月〜）    | A Cappella純白肌（持續）           | 每個女孩子啊（東京事變）   |
| 資生堂     | 心機彩妝（MAQuillAGE） （2011年2月〜）    | A Cappella純白肌（夏冷卻）         | 每個女孩子啊（東京事變）   |
| 資生堂     | 心機彩妝（MAQuillAGE） （2011年2月〜）    | A Cappella純白肌（透明感、復活。） | 每個女孩子啊（東京事變）   |
| 資生堂     | 心機彩妝（MAQuillAGE） （2011年2月〜）    | A Cappella純白肌（肌は気まぐれ）   | 每個女孩子啊（東京事變）   |
| au手機     | au手機『isai』 （2014年12月〜）           | isai VL ～ 異才の声を聞け          | 痛痛飛走了                 |

### 戲劇節目或廣告主題曲
| 年   | 曲名                                                        | 類型     | 名稱                                                         | 製作公司                 | 註解            |
| ---- | ----------------------------------------------------------- | -------- | ------------------------------------------------------------ | ------------------------ | --------------- |
| 1998 | 幸福論                                                      | 綜藝節目 | Ainohinadan（愛のヒナ壇）                                              | TBS                      | [ 142 ]         |
| 1999 | 在這裡接吻                                                  | 電視劇   | Shin-D                                                       | NTV                      | [ 143 ]         |
| 1999 | 在這裡接吻                                                  | 綜藝節目 | Downtown DX                                                  | NTV                      | [ 144 ]         |
| 1999 | 本能                                                        | 音樂節目 | Fun (Fun's Recommend #007)                                   | NTV                      | [ 145 ]         |
| 1999 | 幸福論(悅樂編)                                              | 電視廣告 | The Cocktail Bar Cassis & Orange-Shaker                      | Suntory                  |                 |
| 1999 | 雖然夕陽照耀歸途                                            | 電視廣告 | The Cocktail Bar Cassis & Orange -squeeze the orange-        | Suntory                  |                 |
| 1999 | 輪迴HIGHLIGHT                                               | 電視廣告 | The Cocktail Bar Love Story (kyohō-grape and yogurt) -grape- | Suntory                  |                 |
| 1999 | 警告                                                        | 電視廣告 | The Cocktail Bar Sparkling (3 kinds) -sparkling campaign-    | Suntory                  |                 |
| 1999 | 歌舞伎町的女王                                              | 電視廣告 | The Cocktail Bar Mimosa -cracker-                            | Suntory                  |                 |
| 2000 | 藍天                                                        | 電視廣告 | The Cocktail Bar Fairy Tale (peach and yogurt) -fairy tale-  | Suntory                  |                 |
| 2003 | 蘋果之歌                                                    | 音樂節目 | 大家之歌                                                     | NHK                      | [ 146 ]         |
| 2004 | 莖                                                          | 電影     | CASSHERN                                                     | 松竹                     |                 |
| 2004 | 莖                                                          | 舞台劇   | Lens                                                         | 陽光劇場 梅田藝術劇場    |                 |
| 2004 | 群青日和(東京事變)                                          | 電視廣告 | au手機『W21SA』                                              | 三洋電機                 | [ 147 ]         |
| 2005 | 修羅場(東京事變)                                            | 電視劇   | 大奧~華之亂~                                                 | 富士電視台               | [ 148 ]         |
| 2007 | 世界的盡頭(×齋藤毅+椎名純平) 短暫少女(×SOIL&"PIMP"SESSIONS) | 電影     | 惡女花魁                                                     | Asmik Ace                | [ 50 ]          |
| 2007 | 玉手箱                                                      | 歌舞伎   | COCOON歌舞伎「三人吉三」                                     | Theatre Cocoon           |                 |
| 2007 | 閃光少女(東京事變)                                          | 電視廣告 | 『STELLA』和『R2』                                           | 速霸陸汽車               |                 |
| 2007 | 金魚缸(東京事變)                                            | 電影     | 魍魎之匣                                                     | Future Planet 小椋事務所 |                 |
| 2008 | 雨傘(東京小子)                                              | 電視劇   | 暴走兄妹                                                     | NTV                      |                 |
| 2009 | 日和姬(PUFFY)                                               | 動畫     | 源氏物語千年紀 Genji                                         | 富士電視台               |                 |
| 2009 | 滿滿的財富                                                  | 電視劇   | Smile                                                        | TBS                      | [ 59 ]          |
| 2009 | 兩人的時間                                                  | 音樂節目 | 大家之歌                                                     | NHK                      | [ 149 ]         |
| 2009 | 能動的三分間(東京事變)                                      | 電視廣告 | Watering Kiss Mint Gum《登場篇》                             | 江崎固力果               |                 |
| 2010 | 勝戰(東京事變)                                              | 電視廣告 | Watering Kiss Mint Gum《遠心力篇》                           | 江崎固力果               |                 |
| 2010 | DOPA-MINT！(東京事變)                                       | 電視廣告 | Watering Kiss Mint Gum《喫水篇》                             | 江崎固力果               |                 |
| 2010 | 歡迎來到天國(東京事變)                                      | 電視劇   | 熱海的搜查官                                                 | 朝日電視台               |                 |
| 2011 | 迴響天空(東京事變)                                          | 電視廣告 | Watering Kiss Mint Gum《in the water篇》                     | 江崎固力果               |                 |
| 2011 | 迴響天空(東京事變)                                          | 電視廣告 | Watering Kiss Mint Gum《改登場篇》                           | 江崎固力果               |                 |
| 2011 | 每個女孩子阿（～素顏版～）                                  | 電視廣告 | MAQuillAGE（登場篇）                                         | 資生堂                   |                 |
| 2011 | 每個女孩子阿(東京事變)                                      | 電視廣告 | MAQuillAGE（持續篇）                                         | 資生堂                   |                 |
| 2011 | 每個女孩子阿(東京事變)                                      | 電視廣告 | MAQuillAGE（夏冷卻篇）                                       | 資生堂                   |                 |
| 2011 | 每個女孩子阿(東京事變)                                      | 電視廣告 | MAQuillAGE（透明感、復活。篇）                               | 資生堂                   |                 |
| 2011 | 全新文明開化(東京事變)                                      | 電視廣告 | TOKYO WONDERGROUND                                           | 東京地下鐵               |                 |
| 2011 | 康乃馨                                                      | 電視劇   | 康乃馨                                                       | NHK                      | [ 70 ]          |
| 2012 | Between Today and Tomorrow                                  | 電影     | 今日和明日之間                                               | Documentary Japan        | [ 72 ]          |
| 2012 | 自由嚮導                                                    | 電視劇   | ATARU                                                        | TBS                      | [ 74 ]          |
| 2012 | 毒莓                                                        | 舞台劇   | NODA・MAP 第17回公演「EGG」                                  | 東京藝術劇場             |                 |
| 2013 | 孤獨的破曉                                                  | 電視劇   | SWITCH 達人訪談                                              | NHK教育                  | [ 75 ]          |
| 2013 | 色彩詠唱                                                    | 電視劇   | 鴨去京都                                                     | 富士電視台               | [ 75 ]          |
| 2013 | 幸先坂(真木陽子)                                            | 電影     | 再見溪谷                                                     | 電影製作委員會           |                 |
| 2014 | NIPPON                                                      | 電視節目 | 2014年世界盃足球賽                                           | NHK                      | [ 150 ] [ 151 ] |
| 2014 | 痛痛飛走了                                                  | 電視廣告 | au手機『isai』                                               | au、LG                   | [ 152 ]         |
| 2015 | 至上人生                                                    | 電視劇   | 某某妻                                                       | 日本電視台               | [ 89 ]          |
| 2015 | 神明、佛祖                                                  | 電視廣告 | au手機『isai vivid』                                         | au、LG                   | [ 94 ]          |
| 2015 | 長短祭                                                      | 電視廣告 | 可口可樂夏季廣告曲                                           | 可口可樂                 | [ 93 ]          |
| 2019 | 公然的秘密                                                  | 電視劇   | 時效警察3                                                    | 朝日電視台               | [ 153 ]         |
| 2024 | 人間として                                                  | 電視劇   | Destiny                                                      | 朝日電視台               | [ 154 ]         |
| 2025 | 芒に月                                                      | 電視劇   | 孤獨死又怎樣                                                 | NHK                      | [ 155 ]         |

## 樂譜／刊物
| 出版社                         | 刊物                       | 發行日期            | 內容 | 註解    |
| ------------------------------ | -------------------------- | ------------------- | --- | ------- |
| rockin'on                      | RINGO FILE 1998‐2008       | 2009/03/31          | 照片統整了林檎個人獨照及演唱會實況。而文字則統整了1999、2000、2003與2008年所做的個人專訪、演唱會、音樂與影音作品的完全解析。                            | [ 156 ] |
| Switch Publishing              | 音樂家的診斷表（）         | 2014/12/25          | | [ 157 ] |
| 黑貓堂                         | Ringo BoOK                 | 2009/05/27          | 10周年記念本。 | [ 158 ] |
| 黑貓堂                         | CHANNEL GUIDE              | 2012/02/29          | 東京事變在解散當天所發行的官方書，裡面有當時成員的變裝秀、解散原因及演唱會的訪談等。                                                                    | [ 159 ] |
| 黑貓堂                         | RAT                        | 不定期              | 椎名林檎在出道後所發行的刊物，裡面有當時的活動介紹和訪談，還有林檎畫廊和回文徵選等活動。                                                                | [ 160 ] |
| Rittor Music                   | 無限償還                   | 1999/07/28          | 特別收錄椎名林檎親筆書寫的「積木遊戲」舞蹈動作教學，「遙控器」的開頭部分樂譜也有刊載。                                                                  | [ 161 ] |
| Rittor Music                   | 勝訴的新宿舞孃             | 2000/07 2004/12(新) | 初回限定為「一頁精美彩色貼紙」。因為更改了普通版的專輯封面，因此只好將樂譜於2004年再發售。                                                              | [ 162 ] |
| Rittor Music                   | 絕頂集                     | 2001/05             | 因為發行數量極少，現在已絕版。 |         |
| Rittor Music                   | 加爾基 精液 栗子花         | 2003/06/26          | 記錄著椎名林檎在接受吉他雜誌和鋼琴雜誌的採訪報導，而她本人對於樂曲的解說與親筆評語也被收錄。                                                            | [ 163 ] |
| Rittor Music                   | 我‧放電                    | 2008/07/30          | 初回限定為「一頁精美彩色貼紙」。 | [ 164 ] |
| Rittor Music                   | 鋼琴演奏 椎名林檎精選輯    | 2008/07/30          | 初回限定為「一頁精美彩色貼紙」。與精選專輯「我‧放電」之樂譜同時發售，本書收錄椎名林檎出道單曲「幸福論」到「蘋果之歌」的曲目，全部皆是使用鋼琴獨奏收錄。 | [ 165 ] |
| Rittor Music                   | 三文八卦                   | 2009/08/07          | 初回限定為「一頁精美彩色貼紙」。 | [ 166 ] |
| DoReMi Music                   | 吉他演奏 椎名林檎 無限償還 | 1999/11/02          | |         |
| DoReMi Music                   | 真夜中的純潔               | 2001/04             | |         |
| Yamaha Music Media Corporation | 鋼琴演奏 椎名林檎 無限償還 | 1999/11/08          | | [ 167 ] |

## 脚注

## 外部連結
| ◆ 椎名林檎環球官網（页面存档备份，存于） | ◆ 椎名林檎15週年特設（页面存档备份，存于） | ◆ 黑貓堂：林檎個人網站 |
| ◆ 椎名林檎台灣官網                       | —                                          | —                      |
| ◆ 東京事变環球官網（页面存档备份，存于） | ◆ 東京事變台灣官網 | — |